# Volleybal op de Paralympische Zomerspelen 2020 (mannen)
Het volleybaltoernooi voor mannen tijdens de Paralympische Zomerspelen 2020 in Tokio 
vond plaats in de Makuhari Messe waar tevens het vrouwentoernooi werd georganiseerd. 
Het toernooi bestond uit een groepsfase en een eindronde. De acht deelnemende teams waren verdeeld in twee groepen van vier. Binnen elke groep werd een halve competitie gespeeld waarna de beste twee teams van elke groep doorgingen naar de halve finales. Vanaf daar werd via een knockoutsysteem gespeeld, met een troostfinale om de derde plaats te bepalen.

## Gekwalificeerden
| Toernooi                                          | Datum                  | Locatie   | Plaatsen | Gekwalificeerd             |
| ------------------------------------------------- | ---------------------- | --------- | -------- | -------------------------- |
| Gastland                                          | –                      | –         | 1        | Japan                      |
| 2018 Wereldkampioenschap ParaVolleybal            | 15 – 22 july 2018      | Den Haag  | 2        | Iran Bosnië en Herzegovina |
| ParaVolley kampioenschappen Azië-Oceanië 2019     | 10 – 15 juny 2019      | Bangkok   | 1        | China                      |
| Europese Kampioenschappen ParaVolley mannen 2019  | 15 – 20 july 2019      | Boedapest | 1        | RPC                        |
| Parapan-Amerikaanse Spelen 2019                   | 23 – 28 augustus 2019  | Lima      | 1        | Brazilië                   |
| Afrikaanse Kampioenschappen ParaVolley 2019       | 19 – 22 september 2019 | Kigali    | 1        | Egypte                     |
| Paralympisch kwalificatietoernooi ParaVolley 2020 | 1 – 5 juny 2021        | Duisburg  | 1        | Duitsland                  |
| Totaal                                            |                        |           | 8        |                            |

### Selecties
| Bosnië en Herzegovina Safet Alibasic Jasmin Brkic Nizam Cancar Stevan Crnobrnja Sabahudin Delalic Mirzet Duran Ismet Godinjak Dzevad Hamzic Ermin Jusufovic Adnan Manko Asim Medic                        | Brazilië Samuel Arantes Renato Leite Gilberto Lourenco da Silva Wescley Oliveira Alex Pereira Witkovski Wellington Platini Diogo Reboucas Anderson Rodrigues dos Santos Daniel Silva Leandro Henrique da Silva Fabricio da Silva Pinto Daniel Yoshizawa    | China Chen Lu Ding Jian Ding Xiaochao Gao Hui Jia Youming Li Lei Wang Qiang Wang Shuo Xu Zengbing Zhang Zhongmin Zhao Peiwen Zhou Canming                                        | Duitsland Dominik Albrecht Stefan Hahnlein Torben Schiewe Alexander Schiffler Lukas Schiwy Jurgen Schrapp Florian Singer Mathis Tigler Francis Tonleu Martin Vogel Tom Wannemacher Heiko Weisenthal                    |
| | | | |
| Egypte Ashraf Abdalla Mohamed Abdalla Ahmed Abdelfatah Abdelnaby Abdellatif Metawa Abouelkhir Ahmed Amer Hesham Elshwikh Salah Hassanein Hossam Massoud Massoud Elsayed Moussa Ahmed Soliman Mohamed Zeid | Iran Meisam Ali Pour Davoud Alipourian Mahdi Babadi Sadegh Bigdeli Hossein Golestani Seyed Mohammad Hossein Hosseini Jed Majid Lashkarisanami Mehrzad Mehravan Morteza Mehrzadselakjani Mohammad Nemati Morteza Ramezani Gerakoei Ramezan Salehihajikolaei | Japan Koji Hidaka Yoshihiro Iikura Masahiko Kato Tetsuo Minakawa Takuya Nagano Nozomu Sagane Kazunari Sasaki Susumu Takasago Koji Tanaka Yuki Tanikawa Jun Tazawa Takashi Yanagi | RPC Aleksandr Baichik Anatolii Krupin Andrei Lavrinovich Viktor Milenin Vladimir Pankratov Sergei Pozdeev Aleksandr Reznichenko Aleksandr Savichev Denis Shestakov Aleksei Volkov Evgenii Volosnikov Ilnar Zinnatullin |

## Groepsfase
| Legenda kleuren in de tabellen |
| ------------------------------ |
| Door naar de halve finales     |
| Spelen om de 5de plaats        |
| Spelen om de 7de plaats        |

### Groep A
Stand
| # | Ploeg                 | Punten | Wedstrijden | Wedstrijden | Wedstrijden | Spelpunten | Spelpunten | Spelpunten | Sets | Sets | Sets  |
| # | Ploeg                 | Punten | G           | W           | V           | W          | V          | Ratio      | W    | V    | Ratio |
| - | --------------------- | ------ | ----------- | ----------- | ----------- | ---------- | ---------- | ---------- | ---- | ---- | ----- |
| 1 | Russische Ploeg       | 3      | 3           | 0           | 3           | 9          | 0          | MAX        | 225  | 151  | 1.490 |
| 2 | Bosnië en Herzegovina | 3      | 2           | 1           | 2           | 6          | 3          | 2.000      | 205  | 176  | 1.165 |
| 3 | Egypte                | 3      | 1           | 2           | 1           | 3          | 6          | 0.500      | 193  | 174  | 1.109 |
| 4 | Japan                 | 3      | 0           | 3           | 0           | 0          | 9          | 0.000      | 103  | 225  | 0.458 |

Wedstrijden
Alle tijden zijn lokale tijd (UTC +9:00).
| Datum      | Tijd  |                       | Score |                       | Set 1 | Set 2 | Set 3 | Set 4 | Set 5 |
| ---------- | ----- | --------------------- | ----- | --------------------- | ----- | ----- | ----- | ----- | ----- |
| 27-08-2021 | 14:00 | Japan                 | 0 – 3 | Russische Ploeg       | 6–25  | 17–25 | 15–25 |       |       |
| 27-08-2021 | 22:00 | Egypte                | 0 – 3 | Bosnië en Herzegovina | 23–25 | 22–25 | 15–25 |       |       |
| 29-08-2021 | 10:00 | Russische Ploeg       | 3 – 0 | Bosnië en Herzegovina | 25–19 | 25–18 | 25–18 |       |       |
| 29-08-2021 | 18:30 | Japan                 | 0 – 3 | Egypte                | 11–25 | 7–25  | 6–25  |       |       |
| 31-08-2021 | 10:00 | Egypte                | 0 – 3 | Russische Ploeg       | 21–25 | 17–25 | 20–25 |       |       |
| 31-08-2021 | 18:30 | Bosnië en Herzegovina | 3 – 0 | Japan                 | 25–13 | 25–15 | 25–13 |       |       |

### Groep B
Stand
| # | Ploeg     | Punten | Wedstrijden | Wedstrijden | Wedstrijden | Spelpunten | Spelpunten | Spelpunten | Sets | Sets | Sets  |
| # | Ploeg     | Punten | G           | W           | V           | W          | V          | Ratio      | W    | V    | Ratio |
| - | --------- | ------ | ----------- | ----------- | ----------- | ---------- | ---------- | ---------- | ---- | ---- | ----- |
| 1 | Iran      | 3      | 3           | 0           | 3           | 9          | 0          | MAX        | 225  | 177  | 1.271 |
| 2 | Brazilië  | 3      | 1           | 2           | 1           | 4          | 7          | 0.571      | 253  | 258  | 0.981 |
| 3 | Duitsland | 3      | 1           | 2           | 1           | 4          | 7          | 0.571      | 247  | 258  | 0.957 |
| 4 | China     | 3      | 1           | 2           | 1           | 4          | 7          | 0.571      | 241  | 273  | 0.883 |

Wedstrijden
Alle tijden zijn lokale tijd (UTC +9:00).
| Datum      | Tijd  |           | Score |                   | Set 1 | Set 2 | Set 3 | Set 4 | Set 5 |
| ---------- | ----- | --------- | ----- | ----------------- | ----- | ----- | ----- | ----- | ----- |
| 28-08-2021 | 10:00 | Iran      | 3 – 0 | Duitsland         | 25–23 | 25–16 | 25–17 |       |       |
| 28-08-2021 | 18:30 | Brazilië  | 3 – 1 | China China       | 28–26 | 26–28 | 25–19 | 25–13 |       |
| 30-08-2021 | 14:00 | Duitsland | 3 – 1 | China             | 23–25 | 25–23 | 23–25 | 23–25 |       |
| 30-08-2021 | 20:30 | Iran      | 3 – 0 | Brazilië Brazilië | 25–19 | 25–23 | 25–22 |       |       |
| 31-08-2021 | 14:00 | Brazilië  | 1 – 3 | Duitsland         | 23–25 | 25–22 | 19–25 | 18–25 |       |
| 31-08-2021 | 18:30 | China     | 0 – 3 | Iran              | 21–25 | 22–25 | 14–25 |       |       |

## Knock-outfase
Alle tijden zijn lokale tijd (UTC +9:00).

### 7de plaats
| Datum      | Tijd  |       | Score |       | Set 1 | Set 2 | Set 3 | Set 4 | Set 5 |
| ---------- | ----- | ----- | ----- | ----- | ----- | ----- | ----- | ----- | ----- |
| 02-09-2021 | 13:30 | Japan | 0 – 3 | China | 14–25 | 18–25 | 19–25 |       |       |

### 5de plaats
| Datum      | Tijd  |        | Score |           | Set 1 | Set 2 | Set 3 | Set 4 | Set 5 |
| ---------- | ----- | ------ | ----- | --------- | ----- | ----- | ----- | ----- | ----- |
| 02-09-2021 | 15:30 | Egypte | 3 – 2 | Duitsland | 25–23 | 24–26 | 25–18 | 22–25 | 15–8  |

### Finales
|  | Halve finale          | Halve finale          | Halve finale | Halve finale | Halve finale | Halve finale | Halve finale |                 |                 | Finale                | Finale                | Finale       | Finale       | Finale       | Finale       | Finale       |
|  |                       |                       |              |              |              |              |              |                 |                 |                       |                       |              |              |              |              |              |
|  | Russische Ploeg       | Russische Ploeg       | 22           | 25           | 25           | 25           |              |                 |                 |                       |                       |              |              |              |              |              |
|  | Brazilië              | Brazilië              | 25           | 21           | 19           | 19           |              |                 |                 |                       |                       |              |              |              |              |              |
|  | Brazilië              | Brazilië              | 25           | 21           | 19           | 19           |              | Russische Ploeg | Russische Ploeg | 21                    | 14                    | 25           | 17           |              |              |              |
|  |                       |                       |              |              |              |              |              | Russische Ploeg | Russische Ploeg | 21                    | 14                    | 25           | 17           |              |              |              |
|  |                       | Iran                  | Iran         | 25           | 25           | 19           | 25           |                 |                 |                       |                       |              |              |              |              |              |
|  | Iran                  | Iran                  | Iran         | 25           | 25           | 19           | 25           | 25              | 25              | 25                    |                       |              |              |              |              |              |
|  | Iran                  | Iran                  |              |              |              |              |              | 25              | 25              | 25                    |                       |              |              |              |              |              |
|  | Bosnië en Herzegovina | Bosnië en Herzegovina | 16           | 16           | 17           |              |              |                 |                 | Derde plaats          | Derde plaats          | Derde plaats | Derde plaats | Derde plaats | Derde plaats | Derde plaats |
|  |                       |                       |              |              |              |              |              |                 | Brazilië        | Brazilië              | 25                    | 19           | 18           | 11           |              |              |
|  |                       |                       |              |              |              |              |              |                 |                 | Bosnië en Herzegovina | Bosnië en Herzegovina | 23           | 25           | 25           | 25           |              |

#### Halve finales
| Datum      | Tijd  |                 | Score |                       | Set 1 | Set 2 | Set 3 | Set 4 | Set 5 |
| ---------- | ----- | --------------- | ----- | --------------------- | ----- | ----- | ----- | ----- | ----- |
| 02-09-2021 | 18:30 | Russische Ploeg | 3 – 1 | Brazilië              | 22–25 | 25–21 | 25–19 | 25–19 |       |
| 02-09-2021 | 20:30 | Iran            | 3 – 0 | Bosnië en Herzegovina | 25–16 | 25–16 | 25–17 |       |       |

#### Bronzen finale
| Datum      | Tijd  |          | Score |                       | Set 1 | Set 2 | Set 3 | Set 4 | Set 5 |
| ---------- | ----- | -------- | ----- | --------------------- | ----- | ----- | ----- | ----- | ----- |
| 04-09-2021 | 14:00 | Brazilië | 1 – 3 | Bosnië en Herzegovina | 25–23 | 19–25 | 18–25 | 11–25 |       |

#### Finale
| Datum      | Tijd  |                 | Score |      | Set 1 | Set 2 | Set 3 | Set 4 | Set 5 |
| ---------- | ----- | --------------- | ----- | ---- | ----- | ----- | ----- | ----- | ----- |
| 04-09-2021 | 19:00 | Russische Ploeg | 1 – 3 | Iran | 21–25 | 14–25 | 25–19 | 17–25 |       |

## Klassement
| rang   | land                  |
| ------ | --------------------- |
| Goud   | Iran                  |
| Zilver | Russische Ploeg       |
| Brons  | Bosnië en Herzegovina |
| 4      | Brazilië              |
| 5      | Egypte                |
| 6      | Duitsland             |
| 7      | China                 |
| 8      | Japan                 |

### Medaillewinnaars
| Goud | Zilver | Brons |
| --- | --- | --- |
| Iran Meysam Alipour Davoud Alipourian Mahdi Babadi Sadegh Bigdeli Hossein Golestani Mohammad Hossein Hosseini Majid Lashkari Sanami Mehrzad Mehravan Morteza Mehrzad Mohammad Nemati Morteza Ramezani Gerakoei Ramezan Salehi Hajikolaei | Russische Ploeg Aleksandr Baichik Anatolii Krupin Andrei Lavrinovich Viktor Milenin Vladimir Pankratov Sergei Pozdeev Aleksandr Reznichenko Aleksandr Savichev Denis Shestakov Aleksei Volkov Evgenii Volosnikov Ilnar Zinnatullin | Bosnië en Herzegovina Safet Alibašić Jasmin Brkić Nizam Čančar Stevan Crnobrnja Sabahudin Delalić Mirzet Duran Ismet Godinjak Dževad Hamzić Ermin Jusufović Adnan Manko Asim Medić |